# آبا: آلبوم
| بررسی انتقادی              | بررسی انتقادی |
| منبع                       | رتبه‌بندی      |
| -------------------------- | ------------- |
| آل‌میوزیک                   | [ ۴ ]         |
| دانشنامه موسیقی عامه‌پسند   | [ ۵ ]         |
| ان‌ام‌ئی                     | ۷/۱۰          |
| رولینگ استون               | مطلوب         |
| راهنمای آلبوم رولینگ استون | [ ۷ ]         |

آبا: آلبوم (به انگلیسی: ABBA: The Album) که همچنین به‌اختصار آلبوم نیز شناخته می‌شود، پنجمین آلبوم استودیویی از ابرگروه سوئدی موسیقی پاپ آبا است که در ۱۲ دسامبر ۱۹۷۷ منتشر شد. به دلیل پیش سفارش‌های گسترده، کارخانه‌های تحت فشار انگلستان قادر به چاپ نسخه‌های کافی قبل از کریسمس سال ۱۹۷۷ نبودند و بنابراین تا ژانویه ۱۹۷۸ در بریتانیا منتشر نشد. دو تک‌آهنگ «شانست را با من امتحان کن» و «هدف اساسی» در بریتانیا به صدر جدول موسیقی راه یافتند و دو تک‌آهنگ «عقاب» و «به‌خاطر موسیقی سپاسگزارم» در اروپا به موفقیت چشمگیری دست یافتند.

## فهرست ترانه‌ها
تمامی ترانه‌ها توسط بنی آندِشون و بیورن اولویوس نوشته‌شده، مگر آنهایی که نام دیگری برایشان ذکر شده‌است.
| روی اول | روی اول                    | روی اول                               | روی اول |
| شماره   | نام                        | نویسنده(ها)                           | مدت     |
| ------- | -------------------------- | ------------------------------------- | ------- |
| ۱.      | «عقاب»                     |                                       | ۵:۵۱    |
| ۲.      | «شانست را با من امتحان کن» |                                       | ۴:۰۵    |
| ۳.      | «یک مرد، یک زن»            |                                       | ۴:۲۵    |
| ۴.      | «هدف اساسی»                | بنی آندِشون استیگ آندِشون بیورن اولویوس | ۴:۵۴    |

| روی دوم | روی دوم        | روی دوم                               | روی دوم |
| شماره   | نام            | نویسنده(ها)                           | مدت     |
| ------- | -------------- | ------------------------------------- | ------- |
| ۱.      | «حرکت کن»      | استیگ آندِشون بنی آندِشون بیورن اولویوس | ۴:۴۲    |
| ۲.      | «خدشه بر روحت» |                                       | ۳:۴۱    |

| دختر موطلایی: سه صحنه از مینی-موزیکال | دختر موطلایی: سه صحنه از مینی-موزیکال | دختر موطلایی: سه صحنه از مینی-موزیکال | دختر موطلایی: سه صحنه از مینی-موزیکال |
| شماره                                 | نام                                   | نویسنده(ها)                           | مدت                                   |
| ------------------------------------- | ------------------------------------- | ------------------------------------- | ------------------------------------- |
| ۳.                                    | «به‌خاطر موسیقی سپاسگزارم»             |                                       | ۳:۴۸                                  |
| ۴.                                    | «مانده‌ام که آیا (کوچ)»                | استیگ آندِشون بنی آندِشون بیورن اولویوس | ۴:۳۳                                  |
| ۵.                                    | «من یک خیمه‌شب‌باز هستم»                |                                       | ۳:۵۴                                  |
| مجموع مدت:                            | مجموع مدت:                            | مجموع مدت:                            | ۴۰:۰۱                                 |

| نسخهٔ سی‌دی  | نسخهٔ سی‌دی                  | نسخهٔ سی‌دی |
| شماره      | نام                        | مدت       |
| ---------- | -------------------------- | --------- |
| ۱.         | «عقاب»                     | ۵:۵۰      |
| ۲.         | «شانست را با من امتحان کن» | ۴:۰۷      |
| ۳.         | «یک مرد، یک زن»            | ۴:۳۴      |
| ۴.         | «هدف اساسی»                | ۴:۵۴      |
| ۵.         | «حرکت کن»                  | ۴:۴۳      |
| ۶.         | «بر روحت»                  | ۳:۴۱      |
| ۷.         | «به‌خاطر موسیقی سپاسگزارم»  | ۳:۵۰      |
| ۸.         | «مانده‌ام که آیا (کوچ)»     | ۴:۳۴      |
| ۹.         | «من یک خیمه‌شب‌باز هستم»     | ۴:۰۹      |
| مجموع مدت: | مجموع مدت:                 | ۴۰:۲۲     |

| نسخه‌های اضافی سی‌دی نسخهٔ ۲۰۰۱ | نسخه‌های اضافی سی‌دی نسخهٔ ۲۰۰۱              | نسخه‌های اضافی سی‌دی نسخهٔ ۲۰۰۱ |
| شماره                        | نام                                       | مدت                          |
| ---------------------------- | ----------------------------------------- | ---------------------------- |
| ۱۰.                          | «به‌خاطر موسیقی سپاسگزارم» (نسخهٔ دوریس دی) | ۴:۰۳                         |

| ترانه‌های اضافی در مجموعه کامل ضبط‌های استودیویی | ترانه‌های اضافی در مجموعه کامل ضبط‌های استودیویی                     | ترانه‌های اضافی در مجموعه کامل ضبط‌های استودیویی                   | ترانه‌های اضافی در مجموعه کامل ضبط‌های استودیویی |
| شماره                                          | نام                                                                | نویسنده(ها)                                                      | مدت                                            |
| ---------------------------------------------- | ------------------------------------------------------------------ | ---------------------------------------------------------------- | ---------------------------------------------- |
| ۱۰.                                            | «در حین حرکت» (نسخهٔ اسپانیایی‌زبان «حرکت کن»)                       | استیگ آندِشون بنی آندِشون بیورن اولویوس بادی مک‌کلاسکی مری مک‌کلاسکی | ۴:۴۳                                           |
| ۱۱.                                            | «ممنون بابت موسیقی» (نسخهٔ اسپانیایی‌زبان «به‌خاطر موسیقی سپاسگزارم») | استیگ آندِشون بنی آندِشون بیورن اولویوس بادی مک‌کلاسکی مری مک‌کلاسکی | ۳:۴۹                                           |

| ترانه‌های اضافی در در نسخهٔ دلوکس ۲۰۰۷ | ترانه‌های اضافی در در نسخهٔ دلوکس ۲۰۰۷                               | ترانه‌های اضافی در در نسخهٔ دلوکس ۲۰۰۷                             | ترانه‌های اضافی در در نسخهٔ دلوکس ۲۰۰۷ |
| شماره                                | نام                                                                | نویسنده(ها)                                                      | مدت                                  |
| ------------------------------------ | ------------------------------------------------------------------ | ---------------------------------------------------------------- | ------------------------------------ |
| ۱۰.                                  | «عقاب» (ویرایش تک‌آهنگی)                                            |                                                                  | ۴:۲۵                                 |
| ۱۱.                                  | «شانست را با من امتحان کن» (نسخهٔ زنده، میکس متفاوت)                |                                                                  | ۴:۲۵                                 |
| ۱۲.                                  | «به‌خاطر موسیقی سپاسگزارم» (نسخهٔ دوریس دی)                          |                                                                  | ۴:۰۳                                 |
| ۱۳.                                  | «در حین حرکت» (نسخهٔ اسپانیایی‌زبان «حرکت کن»")                      | استیگ آندِشون بنی آندِشون بیورن اولویوس بادی مک‌کلاسکی مری مک‌کلاسکی | ۴:۴۳                                 |
| ۱۴.                                  | «مانده‌ام که آیا (کوچ)» (نسخهٔ زنده)                                 | استیگ آندِشون بنی آندِشون بیورن اولویوس                            | ۴:۲۷                                 |
| ۱۵.                                  | «ممنون بابت موسیقی» (نسخهٔ اسپانیایی‌زبان «به‌خاطر موسیقی سپاسگزارم») | استیگ آندِشون بنی آندِشون بیورن اولویوس بادی مک‌کلاسکی مری مک‌کلاسکی | ۳:۴۹                                 |

| دی‌وی‌دی نسخهٔ دلوکس ۲۰۰۷ | دی‌وی‌دی نسخهٔ دلوکس ۲۰۰۷                                                          | دی‌وی‌دی نسخهٔ دلوکس ۲۰۰۷ |
| شماره                  | نام                                                                             | مدت                    |
| ---------------------- | ------------------------------------------------------------------------------- | ---------------------- |
| ۱.                     | «عقاب/به‌خاطر موسیقی سپاسگزارم» (رژهٔ ستارگان، زد د اف)                           | nil                    |
| ۲.                     | «شانست را با من امتحان کن» (در همه وقت، رادیو برمن)                             | nil                    |
| ۳.                     | «هدف اساسی» (ویژه‌برنامهٔ آبا، تی‌بی‌اس)                                            | nil                    |
| ۴.                     | «به‌خاطر موسیقی سپاسگزارم» (برنامه تلویزیونی ویژه کریسمس با مایک یاروود، بی‌بی‌سی) | nil                    |
| ۵.                     | «شانست را با من امتحان کن» (رژهٔ ستارگان، زد د اف)                               | nil                    |
| ۶.                     | «تور آبا در سال ۱۹۷۷» (برنامهٔ تلویزیونی گزارش، اس‌وی‌تی)                          | nil                    |
| ۷.                     | «ضبط آبا - آلبوم» (صبح بخیر سوئد، اس‌وی‌تی)                                       | nil                    |
| ۸.                     | «آبا در لندن، فوریهٔ ۱۹۷۸» (پیتر آبی، بی‌بی‌سی)                                    | nil                    |
| ۹.                     | «آبا در آمریکا، مه ۱۹۷۸» (برنامهٔ تلویزیونی گزارش، اس‌وی‌تی)                       | nil                    |
| ۱۰.                    | «آبا - آلبوم تبلیغ تلویزیونی ۱» (بریتانیا)                                      | nil                    |
| ۱۱.                    | «آبا - آلبوم تبلیغ تلویزیونی ۲» (استرالیا)                                      | nil                    |
| ۱۲.                    | «نگارخانهٔ بین‌المللی جلد آلبوم»                                                  | nil                    |

## جداول موسیقی
| جدول (۱۹۷۸–۱۹۷۷)                      | بالاترین رتبه |
| ------------------------------------- | ------------- |
| آلبوم‌های استرالیا (گزارش موسیقی کنت)  | ۴             |
| آلبوم‌های اتریشی (آلبوم‌های او۳)        | ۲             |
| آلبوم‌ها/سی‌دی‌های برتر کانادا (آرپی‌ام)  | ۸             |
| آلبوم‌های هلندی (جدول‌های هلند)         | ۱             |
| آلبوم‌های فنلاند (جدول‌های رسمی فنلاند) | ۲             |
| آلبوم‌های آلمانی (۱۰۰ آلبوم برتر رسمی) | ۲             |
| آلبوم‌های ایتالیا (موزیکا ئی دیسکی)    | ۲۵            |
| آلبوم‌های ژاپن (اوریکون)               | ۹             |
| آلبوم‌های نیوزیلندی (آرام‌ان‌زد)         | ۱             |
| آلبوم‌های نروژی (وی‌جی-لیستا)           | ۱             |
| آلبوم‌های سوئدی (برترین‌های سوئد)       | ۱             |
| آلبوم‌های بریتانیا (شرکت جدول‌های رسمی) | ۱             |
| بیلبورد ۲۰۰ ایالات متحده              | ۱۴            |
| جدول (۲۰۲۱)                           | بالاترین رتبه |
| آلبوم‌های یونان (آی‌اف‌پی‌آی یونان)       | ۴۱            |
| آلبوم‌های سوئدی (برترین‌های سوئد)       | ۲۹            |

| جدول (۱۹۷۸)                                   | رتبه |
| --------------------------------------------- | ---- |
| آلبوم‌های اتریش (او۳ تاپ ۴۰ اتریش)             | ۲    |
| آلبوم‌ها/سی‌دی‌های برتر کانادا (آرپی‌ام)          | ۴۲   |
| آلبوم‌های هلند (۱۰۰ آلبوم برتر هلند)           | ۴    |
| آلبوم‌های آلمان (رتبه‌بندی سرگرمی جی‌اف‌کی)       | ۵    |
| آلبوم‌های نیوزیلند (جدول رسمی موسیقی نیوزیلند) | ۱۹   |
| آلبوم‌های بریتانیا (اوسی‌سی)                    | ۳    |
| بیلبورد ۲۰۰ آمریکا                            | ۲۲   |

## گواهینامه‌ها و فروش
| منطقه                                                              | گواهی     | واحد گواهی‌شده/فروش |
| ------------------------------------------------------------------ | --------- | ------------------ |
| استرالیا (آی‌اف‌پی‌آی استرالیا)                                       | پلاتین    | ۵۰٬۰۰۰^            |
| کانادا (میوزیک کانادا)                                             | ۲× پلاتین | ۲۰۰٬۰۰۰^           |
| چکسلواکی                                                           | —         | ۱۰۰٬۰۰۰            |
| دانمارک                                                            | —         | ۲۲۵٬۰۰۰            |
| فنلاند (موسیککیتواوتتایات)                                         | پلاتین    | ۵۷٬۶۱۸             |
| فرانسه                                                             | —         | ۱۵۰٬۰۰۰            |
| آلمان (بی‌وی‌ام‌آی)                                                   | پلاتین    | ۵۰۰٬۰۰۰^           |
| هنگ کنگ (آی‌اف‌پی‌آی هنگ کنگ)                                         | پلاتین    | ۲۰٬۰۰۰*            |
| ژاپن                                                               | —         | ۳۰۰٬۰۰۰            |
| هلند (ان‌وی‌پی‌آی)                                                    | پلاتین    | ۱۰۰٬۰۰۰^           |
| نروژ                                                               | —         | ۲۰۰٬۸۴۰            |
| سوئد                                                               | —         | ۷۵۳٬۴۲۰            |
| بریتانیا (بی‌پی‌آی)                                                  | پلاتین    | ۱٬۰۰۰٬۰۰۰          |
| ایالات متحده (آرآی‌ای‌ای)                                            | پلاتین    | ۱٬۳۰۰٬۰۰۰          |
| * رقم فروش تنها بر پایهٔ گواهی‌ها. ^ رقم توزیع تنها بر پایهٔ گواهی‌ها. |           |                    |